# Kamil Majerník
Kamil Majerník (* 25. října 1943, Dolná Streda) je bývalý slovenský fotbalový obránce a reprezentant Československa. Po skončení aktivní kariéry působil jako trenér.

## Fotbalová kariéra
V československé reprezentaci odehrál v letech 1967–1970 čtyři utkání, šestkrát startoval v juniorské reprezentaci. V lize odehrál 257 utkání a dal 15 gólů. Hrál za Spartak Trnava (1961–1967, 1968–1975) a Duklu Praha (1967–1968). S Trnavou se stal čtyřikrát mistrem Československa (1969, 1971, 1972, 1973). Dvakrát získal též Československý pohár (1967, 1971). 23x startoval v evropských pohárech. Po skončení ligové kariéry v Trnavě přestoupil do Seredě.

## Ligová bilance
| Ročník                                   | Zápasy/ | Góly | Minuty | Klub           |
| ---------------------------------------- | ------- | ---- | ------ | -------------- |
| 1. československá fotbalová liga 1961/62 | 13      | 2    | 1 026  | Spartak Trnava |
| 1. československá fotbalová liga 1964/65 | 26      | 5    | 2 340  | Spartak Trnava |
| 1. československá fotbalová liga 1965/66 | 26      | 1    | 2 340  | Spartak Trnava |
| 1. československá fotbalová liga 1966/67 | 26      | 0    | 2 340  | Spartak Trnava |
| 1. československá fotbalová liga 1967/68 | 8       | 0    | 695    | Dukla Praha    |
| 1. československá fotbalová liga 1968/69 | 26      | 2    | 2 319  | Spartak Trnava |
| 1. československá fotbalová liga 1969/70 | 27      | 0    | 2 310  | Spartak Trnava |
| 1. československá fotbalová liga 1970/71 | 25      | 1    | 2 165  | Spartak Trnava |
| 1. československá fotbalová liga 1971/72 | 30      | 0    | 2 692  | Spartak Trnava |
| 1. československá fotbalová liga 1972/73 | 25      | 2    | 2 232  | Spartak Trnava |
| 1. československá fotbalová liga 1973/74 | 19      | 1    | 1 536  | Spartak Trnava |
| 1. československá fotbalová liga 1974/75 | 6       | 1    | 390    | Spartak Trnava |
| LIGA CELKEM                              | 257     | 15   | 22 385 |                |

## Trenérská kariéra
- 1981/82 Spartak Trnava
- 1982/83 ZVL Žilina
- 1983/84 ZVL Žilina
- 1984/85 Baník Prievidza
- 1985/86 Baník Prievidza
- 1986/87 Plastika Nitra
- 1987/88 Plastika Nitra